# Amazon Appstore
A Amazon Appstore é uma loja de aplicativos disponível para o sistema operacional Android e Fire OS, operada pela Amazon.com. Foi inaugurada em 22 de março de 2011 e disponibilizada em quase 200 países.
Em 28 de setembro de 2011, a Amazon lançou o tablet Kindle Fire, o tablet projetado para consumo de mídia no sistema operacional da Amazon conta apenas com a Amazon Appstore para seu e-marketplace, evitando o Google Play. Ao lado do tablet, estava um novo design para a Amazon Appstore, destinado a se integrar melhor com a interface de usuário.
Em 18 de junho de 2014, a BlackBerry anunciou um relacionamento oficial com a Amazon, que inclui acesso à Amazon Appstore no BlackBerry 10.3.

## Recursos
A Amazon Appstore incluiu o recurso "App Grátis do Dia". Todos os dias, um aplicativo, frequentemente um jogo, era oferecido gratuitamente. No dia do lançamento, este jogo foi Angry Birds Rio (Ad-Free), em si um jogo promocional. No dia do lançamento europeu, o aplicativo gratuito foi Angry Birds (Ad-Free). O recurso Aplicativo Gratuito do Dia abriu uma exceção na forma de pagamento aos desenvolvedores, que não recebem nenhum pagamento por download realizado, normalmente os desenvolvedores recebem 70% do preço do aplicativo.
O recurso "Test Drive" da loja permitiu que os usuários experimentassem um aplicativo em seu navegador, lançando uma cópia virtual do aplicativo na nuvem Amazon EC2 por meia hora. O serviço de Test Drive foi desativado em 2015, a Amazon alegou que o serviço estava em declínio, em parte devido a muitos aplicativos que não suportam o recurso, e à crescente prevalência do modelo de negócios "gratuito para jogar", tornando-o obsoleto.
Em maio de 2013, a Amazon introduziu o Amazon Coins como uma forma de pagamento para comprar aplicativos, jogos e compras in-app na loja.

### Histórico de crescimento
Quando o Amazon Appstore para foi lançado em março de 2011, tinha cerca de 3.800 aplicativos. Atingiu 80.000 aplicativos em junho de 2013 e 240.000 aplicativos em junho de 2014. Em junho de 2015, a loja de aplicativos tinha quase 334.000 aplicativos. A partir de 9 de outubro de 2019, a Amazon Appstore conta com 487.083 aplicativos disponíveis para download.
Apenas alguns dos aplicativos mais populares disponíveis na Google Play e na Apple App Store também estão disponíveis na Amazon Appstore. Por exemplo, a empresa do Facebook oferece Facebook, Facebook Lite, Instagram, Messenger e Messenger Kids em todas as lojas, no entanto, a empresa não oferece IGTV separadamente do Instagram na Amazon Appstore, nem oferece WhatsApp, Messenger Lite, Boomerang ou Layout.

## Recepção
Pouco depois do lançamento da Amazon Appstore, a International Game Developers Association (IGDA) publicou uma carta aberta expressando preocupações que eram principalmente voltadas aos termos de distribuição da Amazon. As principais preocupações sobre as condições eram que os termos da Appstore forçassem os desenvolvedores a reduzir permanentemente seus preços na AppStore se alguma vez fizerem promoções em outras lojas, e que a Amazon poderia optar por baixar o preço de um aplicativo enquanto decidia reduzir a participação do desenvolvedor sem ter que pedir permissão. Após esse discurso, a Amazon esclareceu o acordo de desenvolvedores da Appstore, mas isso não amenizou as preocupações da IGDA, que declarou "os termos da Amazon representam uma ameaça para os desenvolvedores de jogos".
Em julho de 2011, a desenvolvedora sueca Bithack retirou seu aplicativo Apparatus da Appstore e publicou uma carta aberta explicando que a loja era um "desastre" para desenvolvedores independentes. Os principais problemas relacionados ao processo de revisão muito lento, a ausência de qualquer meio de filtrar dispositivos sem suporte, e que a Amazon mudou o preço do aplicativo sem consultar o desenvolvedor, levando o IGDA a reiterar seus avisos sobre a política da Amazon mais uma vez. 

## Acusação de plágio pela Apple
A Apple entrou com uma ação judicial contra a Amazon por usar um nome semelhante à Apple App Store. A Amazon alegou que o termo era genérico demais para ser registrado, e pediu ao juiz que rejeitasse o processo. A Apple respondeu à tentativa de destituição da ação pela Amazon, alegando que a Amazon estava manchando a marca usando o nome. Um juiz federal negou o pedido de liminar da Apple, discordando da alegação da Amazon de que o termo é genérico, e citando que a Apple não havia estabelecido "uma probabilidade de confusão" com os serviços da Amazon para obter uma liminar. A Apple mudou sua reclamação depois que a Amazon começou a anunciar o Kindle Fire, agora dizendo que a Amazon está tentando confundir ainda mais os clientes.
Em janeiro de 2013, as alegações da Apple foram rejeitadas por um juiz distrital dos EUA, que argumentou que a empresa não apresentava evidências de que a Amazon havia "tentado imitar o site ou publicidade da Apple", ou comunicou que seu serviço "possui as características e qualidades que o público passou a esperar da Apple App Store e/ou produtos da Apple". Em julho de 2013, a Apple abandonou o caso.